# Shaun Sutton
Shaun Alfred Graham Sutton OBE (Londres, 14 de outubro de 1919 - Norfolk, 14 de maio de 2004) foi um escritor, diretor, produtor e executivo de televisão britânico. Ele trabalhou como chefe da área de dramaturgia da BBC desde o final da década de 1960 até 1981, um papel que ele ocupou por mais tempo do que qualquer outra pessoa.
Sutton foi nomeado Oficial da Ordem do Império Britânico (OBE), por seus serviços à radiodifusão, em 1979. Em 1982, publicou um livro, O Maior Teatro do Mundo, sobre suas experiências de trabalho na BBC. Casado com Barbara Leslie de 1948 até sua morte, eles tiveram quatro filhos. Sutton morreu em maio de 2004.